# Jianying Hu
Jianying Hu es una científica informática estadounidense de origen chino en el Centro de Investigación Thomas J. Watson de IBM en Yorktown Heights, NY, EE. UU., conocida por su trabajo en minería de datos e informática biomédica. Es una IBM Fellow y directora del Centro de IBM para la Salud Computacional. Ha publicado más de 120 artículos científicos y posee más de 30 patentes.
Hu estudió ingeniería eléctrica en la Universidad Tsinghua en Pekín, China, entre 1984 y 1988. Recibió un doctorado por la Universidad de Stony Brook en el estado de Nueva York, EE. UU., en 1993. Comenzó su carrera en Bell Labs en Murray Hill, NJ. Más tarde, en 2000, trabajó en los laboratorios de investigación de Avaya, antes de unirse a IBM como miembro del personal de investigación (RSM) en 2003. Fue nombrada gerente en 2011, gerente senior y directora de RSM en 2015, directora de programa y miembro distinguido de RSM en 2016, e IBM Fellow en 2018.
Hu fue nombrada miembro de la Asociación Internacional para el Reconocimiento de Patrones (IAPR) en 2010 por "sus contribuciones a las metodologías de reconocimiento de patrones y sus aplicaciones y por sus servicios a IAPR". También fue nombrada miembro del Instituto de Ingeniería Eléctrica y Electrónica (IEEE) en 2015 por "sus contribuciones al reconocimiento de patrones en análisis de negocios y salud, y análisis de documentos". En 2013 fue elegida Ingeniera Asiática Americana del Año. Presidió el Grupo de Trabajo de Descubrimiento de Conocimiento y Minería de Datos de la Asociación Americana de Informática Médica (AMIA) entre 2014 y 2016.